# Nigeria na Letnich Igrzyskach Olimpijskich 1956
Nigeria na Letnich Igrzyskach Olimpijskich 1956, reprezentowana była przez 10 sportowców, samych mężczyzn. Żadnemu z atletów nie udało się zdobyć medalu w tej edycji igrzysk.

## Występy reprezentantów Nigerii

### Lekkoatletyka
- Edward Ajado – bieg na 100 m mężczyzn (odpadł w ćwierćfinale z 5. pozycją), sztafeta 4x 100 m mężczyzn (Nigeria odpadła w kwal. z powodu dyskwalifikacji)
- Abdul Karim Amu – bieg na 400 m (5. miejsce w kwal. → nie awansował dalej), sztafeta 4x 100 m mężczyzn (Nigeria odpadła w kwal. z powodu dyskwalifikacji)
- Julius Chigbolu – skok wzwyż mężczyzn (9. pozycja w finale)
- Paul Engo – trójskok mężczyzn (9. pozycja w finale)
- Titus Erinle – bieg na 100 m mężczyzn (3. miejsce w kwal. → nie awansował dalej), sztafeta 4x 100 m mężczyzn (Nigeria odpadła w kwal. z powodu dyskwalifikacji)
- Peter Esiri – trójskok mężczyzn (nie został sklasyfikowany w finale)
- Vincent Gabriel – skok wzwyż mężczyzn (19. lokata w finale)
- Thomas Obi – bieg na 100 m mężczyzn (5. lokata w kwal. → nie awansował dalej)
- Karim Olowu – bieg na 100 m (4. pozycja w kwal. → nie awansował dalej), skok w dal (zrezygnował w 3. rundzie kwalifikacji)
- Rafiu Oluwa – skok w dal (29. pozycja w kwal. → nie awansował dalej), sztafeta 4x 100 m mężczyzn (Nigeria odpadła w kwal. z powodu dyskwalifikacji)